# Сенадор-Са
Сенадор-Са (порт. Senador Sá)  —  город и муниципалитет в Бразилии, входит в штат Сеара. Составная часть мезорегиона Северо-запад штата Сеара. Входит в экономико-статистический  микрорегион Собрал. Население составляет 5923 человека на 2006 год. Занимает площадь 430,580 км². Плотность населения — 13,8 чел./км².

## Статистика
- Валовой внутренний продукт на 2003 составляет 11.386.374,00 реалов (данные: Бразильский институт географии и статистики).
- Валовой внутренний продукт на душу населения на 2003 составляет 1.970,98 реалов (данные: Бразильский институт географии и статистики).
- Индекс развития человеческого потенциала на 2000 составляет 0,600 (данные: Программа развития ООН).